# غروت بريجس جيف شيرنز 2021
غروت بريجس جيف شيرنز 2021 هو سباق دراجات هوائية من فئة  سباق يوم واحد، وهو الموسم رقم 54 من غروت بريجس جيف شيرنز، وأقيم في 15 أغسطس 2021، وامتدّ لمسافة 190 كيلومتر، وهو أحد سباقات طواف أوروبا للدراجات 2021.
فاز  بالمركز الأول نيكولو بونيفازيو، وبالمركز الثاني ناصر بوهاني، وبالمركز الثالث جياني فرميش.

## الفائزون
| الترتيب | الفائز           |
| ------- | ---------------- |
| الفائز  | نيكولو بونيفازيو |
| الثاني  | ناصر بوهاني      |
| الثالث  | جياني فرميش      |

## وصلات خارجية
- الموقع الرسمي
- لمحة عن سباق غروت بريجس جيف شيرنز 2021 على موقع  ProCyclingStats   (برو  سايكلنج  ستاتس) - إحصاءات  محترفي  الدراجات.

- غروت بريجس جيف شيرنز 2021 على موقع إحصائيات الدراجات الإحترافية (الإنجليزية)